# Space-Based Space Surveillance
La SBSS è una Costellazione satellitare americana per la sorveglianza spaziale.

## Caratteristiche
La Space-Based Space Surveillance (SBSS) opera 24 ore su 24, 7 giorni su 7, raccogliendo misurazioni e dati di identificazione di oggetti spaziali per oggetti orbitanti creati dall'uomo senza l'interferenza del clima, dell'ora del giorno e dell'atmosfera che può limitare i sistemi a terra. La SBSS ha una visione chiara e senza ostacoli degli oggetti spaziali residenti in orbita attorno alla Terra dalla sua orbita di altitudine di 390 miglia. Nel 2017 è stato lanciato un ulteriore satellite, l'ORS-5, con il compito di fornire un aumento di capacità al sistema.
La SBSS comunica le informazioni attraverso la rete mondiale di controllo satellitare della forza spaziale e le stazioni terrestri commerciali della rete spaziale unificata e poi alla Schriever Space Force Base, Colorado, dove il 1st Space Operations Squadron di Space Delta 9 supervisiona le operazioni quotidiane di comando e controllo. Questo sistema satellitare può monitorare oggetti molto piccoli fino alla cintura geosincrona. La SBSS fornisce i dati necessari per prevedere le traiettorie di questi oggetti, il che dà agli esperti un'idea se un satellite in orbita può entrare in collisione con un altro oggetto in orbita, garantendo un margine di tempo per intraprendere azioni evasive per evitare collisioni.
La SBSS utilizza un sensore visibile montato su uno stabilizzatore a due assi, che consente agli operatori di terra di spostare rapidamente la telecamera tra i bersagli senza dover spendere tempo e carburante per riposizionare l'intero veicolo spaziale. 
SBSS lavora di concerto con una serie di sensori terrestri collegati in rete, incluso il sistema di ricerca e sorveglianza su vasta area Space Fence, recentemente commissionato sull'atollo di Kwajalein, nelle Isole Marshall.
ORS-5 è stato lanciato il 26 agosto 2017 ed è dotato di un sensore ottico per fornire una scansione rapida e continua per rilevare il movimento in orbita geosincrona. La USSF sta cercando fondi per un satellite successivo all'ORS-5 per migliorare la sorveglianza. 

## Sistemi Esistenti[1]
- SBSS-1 - Lanciato nel 2010, in orbita ed operativo.
- ORS-5 - Lanciato nel 2017 - Satellite sperimentale utilizzato per augmentation, in orbita ed operativo.